# اندیس لالی۲ (دره شیخ خان)
لالی۲(دره شیخ خان) یک اندیس غیرفلزی است که در حوالی شهر لالی استان خوزستان قرار دارد و مادهٔ معدنی موجود در آن، مارن است. و دیرینگی آن به دوران نئوژن می‌رسد. 